# キス・ミー・ケイト (宝塚歌劇)
住友VISAミュージカル『キス・ミー・ケイト』（Kiss Me, Kate）は、宝塚歌劇団のミュージカル作品。2幕。同名ミュージカルの宝塚版。
花組公演。脚本・演出は岡田敬二。

## 概要
岡田敬二が大浦みずき・ひびき美都の新トップコンビに相応しいと判断し、コンビ御披露目公演として上演。また、74期生の初舞台公演でもあった。
1950年代のアメリカ・ボルティモアのフォード劇場のフレッドは、1年前に離婚した元妻のリリーと『じゃじゃ馬ならし』の舞台で共演することになる。
劇中劇と舞台裏を繋ぎ合わせ、コール・ポーターの曲を散りばめながら、2人の恋の顛末を描いたミュージカル。
この作品は、その年の月刊「ミュージカル」の作品･アーチスト･タレント部門ベスト10に、それぞれランクインした。
- 作品部門　第3位 『キス･ミー･ケイト』
- タレント部門　第5位 大浦みずき
- アーチスト部門　第4位 岡田敬二、第5位 謝珠栄（他に劇団四季『夢から醒めた夢』の振付など）

## 公演期間と公演場所
- 1988年3月31日 - 5月10日（新人公演：4月19日）　宝塚大劇場
- 1988年7月3日 - 7月31日（新人公演：7月12日）　東京宝塚劇場

## スタッフ
※氏名の後ろに「宝塚」、「東京」の文字がなければ両劇場共通
- 作曲・編曲：コール・ポーター
- 脚本：ベラ・スペワック、サミュエル・スペワック
- 翻訳：倉橋健
- 訳詞：岩谷時子
- 音楽：吉崎憲治
- 編曲：イアン・マクファーソン、橋本和明
- 音楽指揮：岡田良機（宝塚）、大谷肇（東京）
- 振付：謝珠栄、喜多弘
- 口上指導：花柳禄春
- 装置：大橋泰弘
- 衣装：任田幾英
- 照明：勝柴次朗
- 小道具：万波一重
- 効果：市成秀二
- 音響監督：松永浩志
- 演出助手：小池修一郎、中村暁
- 振付助手：尚すみれ
- 舞台進行：馬場弘和、高階弘之
- 製作担当：長谷山太刀夫（東京）
- 制作：高野賢一
- 協賛：株式会社 住友クレジットサービス
- 後援：関西テレビ放送 株式会社

## 主な配役
本公演
- フレッド・グレアム、ペトルーキオ - 大浦みずき
- リリー・ヴァネシー、ケイト - ひびき美都
- ビル・カルホーン、ルーセンシオー - 朝香じゅん
- ロイス・レーン、ビアンカ - 梢真奈美
- アンソニー - 安寿ミラ
- ロバート - 幸和希
- ジョー - 真矢みき
- マックス - 瀬川佳英
- ハリソン・ハウエル - なかいおり
- ハリー、バプティスタ - 宝純子
- ラルフ - 磯野千尋
- ドロシー - 峰丘奈知
- ハッティ - 北小路みほ
- ポール - 真汐ちなみ

新人公演
- フレッド・グレアム、ペトルーキオ - 友麻夏希
- リリー・ヴァネシー、ケイト - 香坂千晶
- ビル・カルホーン、ルーセンシオー - 宝樹芽里
- ロイス、ビアンカ - 華陽子
- トニー、グレーミオ - 真琴つばさ
- ロバート、ホーテンシオー - 愛華みれ
- ジョー - 橘沙恵
- マックス - 大潮ますみ
- ハリソン - 汐音真実